# ジム・ウィノースキー
ジム・ウィノースキー（Jim Wynorski）は、アメリカ合衆国の映画監督、脚本家、プロデューサー。

## 作品
- 禁断の惑星エグザビア (1982)
- 恋のアタック学園 Screwballs（1983）
- 未来戦士エンジェル・コマンドー／帝国の崩壊 (1984)
- キルボット (1986)
- 勇者ストーカーの冒険 (1987)
- ビッグ・バッド・ママ2 (1987)
- トレイシー・ローズの 美女とエイリアン (1988)
- 怪人スワンプシング (1989)
- ダイハード・ビクセン 地獄の巨乳戦士 Sorority House Massacre III: Hard to Die（1990）
- ミラクルマスター II／Ｌ.Ａ.時空大戦 (1991)
- ＡＶクィーン マドンナ殺人事件 (1991)
- デビルコール／魔界からの誘惑 (1991)
- ガバリン3 (1991)
- まんちい (1992)
- グーリーズ／肉体の小悪魔 (1993)
- ジュラシック・アマゾネス (1994)
- トイ・ソルジャー'９６ (1995)
- 不倫法廷2 Body Chemistry IV: Full Exposure (1995)
- ザ・フェイス The Wasp Woman (1995)
- シスター・エスカレーション Virtual Desire (1995)
- ブロンド・イグニション　The Assault (1996)
- レッド・スナイパー (1996)
- エイリアン・コンタクト (1996)
- ヴァンピレラ (1996)
- グレートストーン／帝国の秘宝を追え！IN エジプト (1996)
- キラー・エンジェル　復讐の天使 (1996)
- トイ・ソルジャー'９７ (1997)
- シューティング・ゲーム (1997)
- インモラル女医 Point of Seduction: Body Chemistry III (1997)
- シルバーホークス3 (1998)
- パンドラ・プロジェクト (1998)
- 乱気流／ファイナル・ミッション (1998)
- ステルスファイター (1999)
- アトランティック・プロジェクト (1999)
- ドルフ・ラングレン ストーム・キャッチャー (1999)
- レンジャーズ　特･殊･部･隊 (1999)
- アルティメット・ブレイク (2000)
- アブレイズ (2000)
- クラッシュポイント・ゼロ (2000)
- イントレピッド (2000)
- ジルリップス (2000)
- エージェント・レッド (2000)
- マリン・クラッシュ (2000)
- ブレイク・スルー (2000)
- ジュラシック・シティ (2001)
- ジェラティノス (2001)
- アルティメット・ストーム (2002)
- チアリーダー・マサカー 〜戦慄の山小屋〜 Cheerleader Massacre（2003）
- トレジャーアイランド (2003)
- コモド・リターンズ (2003)
- ヘル・ファイヤー (2004)
- エアポート'０５ (2004)
- 感染源　BIOHAZARD (2004)
- ガーゴイル (2004)
- デラックス・ウィッチ　第一章：魔女３姉妹と魅惑の森 (2005)
- コモドVSキングコブラ (2005)
- サブ・ゼロ (2005)
- ショック・ウェーブ (2006)
- 富豪熟女殺人事件 (2007)
- スパイ・エンジェルズ (2007)
- デラックス・ウィッチ　第二章：魔女３姉妹と官能の森 (2007)
- スケルトンライダー (2007)
- ボインフィールド　PAFUPAFU (2008)
- 何も着ていない悪魔 (2009)
- ヴァンパイア・イン・ラスベガス (2009)
- ファイアー・フロム・ビロウ (2009)
- ダイナクロコvsスーパーゲイター (2010)
- コーマン帝国 (2011)
- スパイダー・パニック！２０１２ (2011)
- ピラナコンダ (2012)
- シャーク・プリズン　鮫地獄女囚大脱獄 (2015)
- スーパードッグ・マーフィー (2018)